# Paul Arriola
Paul Arriola (Chula Vista, 1995. február 5. –) amerikai válogatott labdarúgó, a Seattle Sounders csatára.

## Pályafutása

### Klubcsapatokban
Arriola a kaliforniai Chula Vista városában született. Az ifjúsági pályafutását az IMG Academy és az Arsenal csapatában kezdte, majd a LA Galaxy akadémiájánál folytatta.
2013-ban mutatkozott be a mexikói Tijuana felnőtt keretében. 2017-ben az észak-amerikai első osztályban szereplő DC United szerződtette. A 2020–21-es szezon második felében az angol másodosztályban érdekelt Swansea City csapatát erősítette kölcsönben. 2022. január 26-án négyéves szerződést kötött a Dallas együttesével. Először a 2022. február 26-ai, Toronto ellen 1–1-es döntetlennel zárult mérkőzésen lépett pályára. Első gólját 2022. március 20-án, a Portland Timbers ellen hazai pályán 4–1-re megnyert találkozón szerezte meg. 2025 januárjában a Seattle Sounders szerződtette.

### A válogatottban
Arriola az U17-es, az U18-as, az U20-as és az U23-as korosztályú válogatottakban is képviselte az Amerikai Egyesült Államokat.
2016-ban debütált a felnőtt válogatottban. Először 2016. május 22-én, Puerto Rico ellen 3–1-re megnyert barátságos mérkőzésen lépett pályára és egyben meg is szerezte első válogatott gólját.

## Statisztikák
2023. március 11. szerint
| Klub                      | Szezon   | Osztály      | Bajnokság | Bajnokság | Kupa  | Kupa | Nemzetközi | Nemzetközi | Összesen | Összesen |
| Klub                      | Szezon   | Osztály      | Meccs     | Gól       | Meccs | Gól  | Meccs      | Gól        | Meccs    | Gól      |
| ------------------------- | -------- | ------------ | --------- | --------- | ----- | ---- | ---------- | ---------- | -------- | -------- |
| DC United                 | 2017     | MLS          | 11        | 1         | 0     | 0    | —          | —          | 11       | 1        |
| DC United                 | 2018     | MLS          | 29        | 7         | 1     | 0    | —          | —          | 30       | 7        |
| DC United                 | 2019     | MLS          | 30        | 6         | 0     | 0    | —          | —          | 30       | 6        |
| DC United                 | 2020     | MLS          | 1         | 0         | 0     | 0    | —          | —          | 1        | 0        |
| DC United                 | 2021     | MLS          | 20        | 6         | 0     | 0    | —          | —          | 20       | 6        |
| DC United                 | Összesen | Összesen     | 91        | 20        | 1     | 0    | 0          | 0          | 92       | 20       |
| Swansea City (kölcsönben) | 2020–21  | Championship | 2         | 0         | 1     | 0    | —          | —          | 3        | 0        |
| Dallas                    | 2022     | MLS          | 34        | 10        | 0     | 0    | —          | —          | 34       | 10       |
| Dallas                    | 2023     | MLS          | 3         | 0         | 0     | 0    | —          | —          | 3        | 0        |
| Dallas                    | Összesen | Összesen     | 37        | 10        | 0     | 0    | 0          | 0          | 37       | 10       |
| Összesen                  | Összesen | Összesen     | 130       | 30        | 2     | 0    | 0          | 0          | 132      | 30       |

### A válogatottban
| Válogatott       | Év       | Pályára lépés | Gól |
| ---------------- | -------- | ------------- | --- |
| Egyesült Államok | 2016     | 3             | 2   |
| Egyesült Államok | 2017     | 12            | 0   |
| Egyesült Államok | 2018     | 2             | 0   |
| Egyesült Államok | 2019     | 15            | 3   |
| Egyesült Államok | 2020     | 2             | 1   |
| Egyesült Államok | 2021     | 8             | 2   |
| Egyesült Államok | 2022     | 6             | 2   |
| Egyesült Államok | 2023     | 2             | 0   |
| Összesen         | Összesen | 50            | 10  |

#### Góljai a válogatottban
| #  | Időpont             | Helyszín                                                           | Ellenfél           | Gólok | Eredmény | Kiírás                                       |
| -- | ------------------- | ------------------------------------------------------------------ | ------------------ | ----- | -------- | -------------------------------------------- |
| 1  | 2016. május 22.     | Juan Ramón Loubriel Stadion, Bayamón, Puerto Rico                  | Puerto Rico        | 3–1   | 3–1      | Barátságos mérkőzés                          |
| 2  | 2016. szeptember 6. | EverBank Field, Jacksonville, Amerikai Egyesült Államok            | Trinidad és Tobago | 4–0   | 4–0      | 2018-as VB-selejtező                         |
| 3  | 2019. február 2.    | Avaya Stadion, San José, Amerikai Egyesült Államok                 | Costa Rica         | 2–0   | 2–0      | Barátságos mérkőzés                          |
| 4  | 2019. június 18.    | Allianz Field, St. Paul, Amerikai Egyesült Államok                 | Guyana             | 1–0   | 4–0      | 2019-es CONCACAF-aranykupa                   |
| 5  | 2019. június 22.    | FirstEnergy Stadion, Cleveland, Amerikai Egyesült Államok          | Trinidad és Tobago | 5–0   | 6–0      | 2019-es CONCACAF-aranykupa                   |
| 6  | 2020. december 9.   | Inter Miami CF Stadion, Fort Lauderdale, Amerikai Egyesült Államok | Salvador           | 1–0   | 6–0      | Barátságos mérkőzés                          |
| 7  | 2021. január 31.    | Exploria Stadion, Orlando, Amerikai Egyesült Államok               | Trinidad és Tobago | 3–0   | 7–0      | Barátságos mérkőzés                          |
| 8  | 2021. január 31.    | Exploria Stadion, Orlando, Amerikai Egyesült Államok               | Trinidad és Tobago | 4–0   | 7–0      | Barátságos mérkőzés                          |
| 9  | 2022. március 27.   | Exploria Stadion, Orlando, Amerikai Egyesült Államok               | Panama             | 2–0   | 5–1      | 2022-es VB-selejtező                         |
| 10 | 2022. június 10.    | Q2 Stadion, Austin, Amerikai Egyesült Államok                      | Grenada            | 4–0   | 5–0      | 2022–23-as CONCACAF-nemzetek-ligája (A liga) |

## Sikerei, díjai
Amerikai U17-es válogatott
- U17-es CONCACAF-bajnokság
  - Győztes (1): 2011

Amerikai válogatott
- CONCACAF-aranykupa
  - Győztes (2): 2017, 2021
  - Ezüstérmes (1): 2019

- CONCACAF Nemzetek ligája
  - Győztes (1): 2019–20

Egyéni
- MLS All-Stars: 2022